# Miselaine Duval
Miselaine Duval Vurden es una comediante, productora de televisión y escritora mauriciana más conocida por ser miembro del elenco de las series de televisión Fami Pa Kontan y Kel Famille. Es la fundadora del grupo de comediantes Komiko.

## Biografía
Duval se interesó en la actuación desde los 12 años. Después de completar sus estudios comenzó a desempeñar diversos papeles en programas de televisión y finalmente decidió comenzar su carrera como comediante.

## Televisión
| Año       | Título         | Papel                | Notas              |
| --------- | -------------- | -------------------- | ------------------ |
| 2014      | La Vie Ki Dir  | Manuella             | Ayudante doméstica |
| 2012-2013 | Fami Pa Kontan | Marie-Jeanne Bavière | Madre              |
| 2008      | Kel Famille    | María                | Protagonista       |